# Pyramide von Athribis
Die Pyramide von Athribis war eine kleine Lehmziegel-Pyramide, die in dem antiken Ort Athribis (Tell Atrib) im südlichen Nildelta, im heutigen Stadtgebiet von Banha lag. Sie war damit die am weitesten nördlich gelegene altägyptische Pyramide und zugleich die einzige Pyramide, die aus dem Nildelta bekannt ist.

## Hintergrund

### Erforschung
Erstmals wissenschaftlich beschrieben wurde das Bauwerk während Napoleons Ägyptischer Expedition (1798–1801). Eine genauere Untersuchung fand allerdings nicht statt, lediglich ein Kupferstich der Pyramide sowie eine Karte des Ruinenhügels von Athribis wurden angefertigt und 1822 erstmals in der Description de l’Égypte veröffentlicht. Banha war zu dieser Zeit ein Dorf südwestlich des Ruinenhügels. Das Bauwerk wird auf dem Kupferstich als Ziegel-Pyramide bezeichnet. Nach dieser ersten Dokumentation geriet die Pyramide lange Zeit in Vergessenheit.
1938 wurde die Pyramide von einem Team der Universität Liverpool unter der Leitung von Alan Rowe erneut ausfindig gemacht. Der Oberbau war inzwischen praktisch vollständig abgetragen. Rowe hatte keine Zeit, nähere Untersuchungen vorzunehmen, sein Bericht ist extrem kurz und enthält keine Informationen, die über die Angaben der französischen Expedition hinausgehen.
1993 unternahm der polnische Ägyptologe Andrzej Ćwiek einen weiteren Versuch der Lokalisierung. Zu diesem Zeitpunkt war Athribis schon fast vollständig von dem modernen Ort Banha überbaut, die Pyramide inzwischen restlos abgetragen und ihr einstiger Standort nicht mehr genau feststellbar. Das nach der Karte von 1822 unmittelbar benachbarte römische Tetrapylon liegt nach Ćwiek unter dem Stadion der Stadt.

### Baudetails
Die genauen Maße der Pyramide sind nie ermittelt worden, sie können daher nur anhand der Angaben in der Description de l'Egypte geschätzt werden.  Ćwiek geht aufgrund des Kartenmaßstabes von einer Seitenlänge von etwa 20 Metern aus. Den Böschungswinkel schätzt er auf weniger als 50°.

### Alter und Funktion

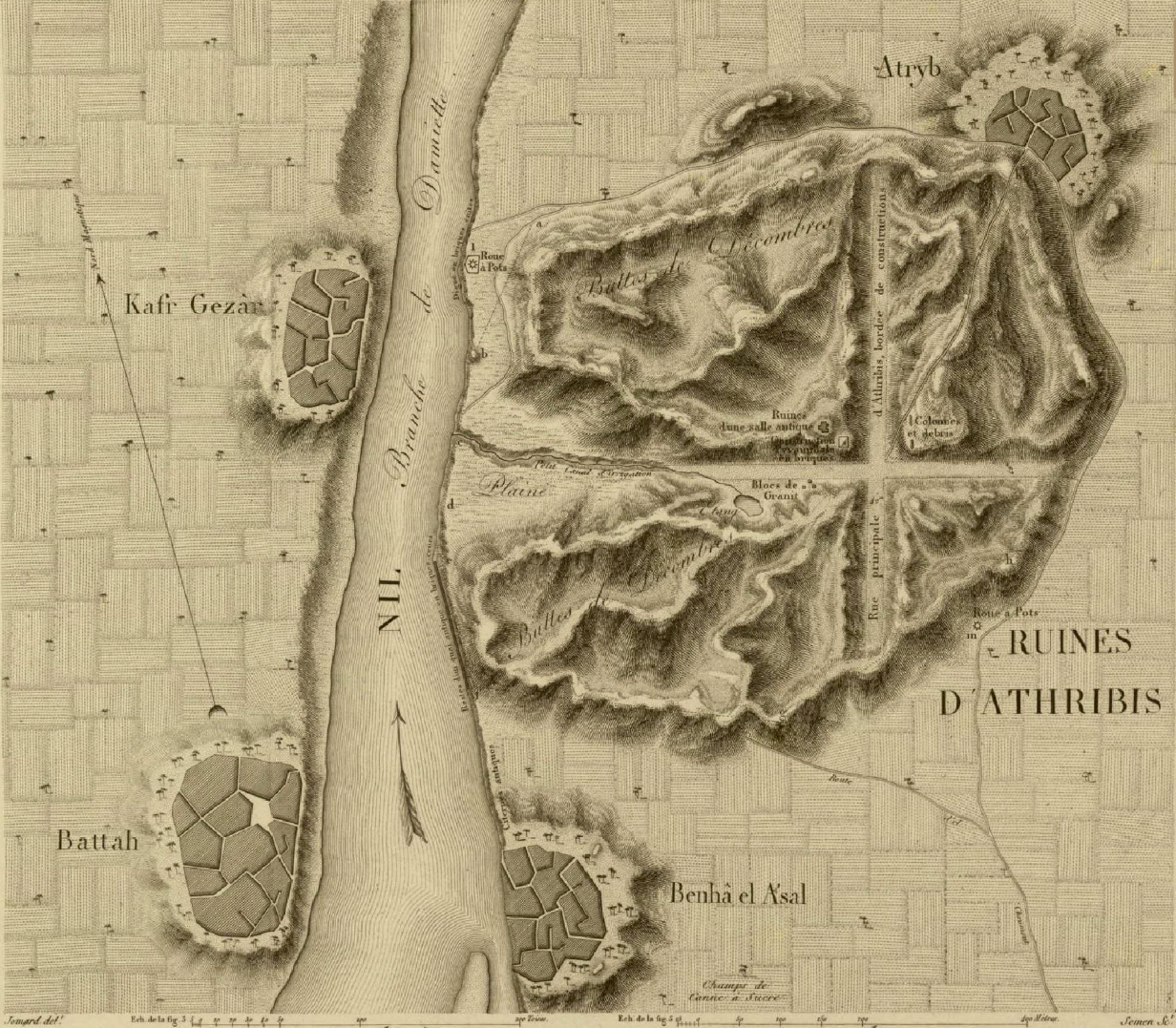
Karte von Athribis aus der Description de l'Egypte (1823). Die Pyramide liegt in der Mitte des Ruinenhügels, an der linken oberen Ecke der Wegkreuzung eingezeichnet.

Über Alter und Funktion der Pyramide kann aufgrund der spärlichen Daten  nur spekuliert werden. Der Ägyptologe Nabil Swelim und der ehemalige Direktor des DAI in Kairo, Rainer Stadelmann rechnen sie zu einer Gruppe von sieben kleinen Stufenpyramiden (Edfu-Süd, Elephantine, El-Kula, Ombos, Saujet el-Meitin, Seila und Sinki), die im Alten Reich, am Ende der 3. oder am Anfang der 4. Dynastie entstanden sind.
Stadelmann sieht in diesen Bauten Repräsentationsstätten des Königs, vergleichbar einem mittelalterlichen Pfalz-System, während Swelim eine religiöse Nutzung vermutet. Allerdings wird die Deutung der Pyramide von Athribis von keinem der Forscher näher begründet. Die vermutete Seitenlänge stimmt mit denen der anderen sieben Pyramiden überein, während es ansonsten erhebliche Unterschiede gibt: Zum einen zeigt der Kupferstich aus der Description keine Stufen-, sondern eine echte Pyramide, zum anderen bestehen die anderen Bauwerke aus Stein, dieses jedoch aus Ziegeln.
Besonders wegen des letzten Punktes äußerte Ćwiek Bedenken gegen die Deutungen von Swelim und Stadelmann. Er hält es für unwahrscheinlich, dass Ziegelstrukturen aus dem Alten Reich zu Beginn des 19. Jahrhunderts noch so gut erhalten waren. Seiner Meinung nach ist es wahrscheinlicher, dass die Pyramide aus der 13. Dynastie, wenn nicht gar aus der Spätzeit stammt.